# Gérard Duvergé
Pour les articles homonymes, voir Duvergé.
Gérard Duvergé, né le 16 juin 1896 à Monségur (Gironde) et mort sous la torture le 29 janvier 1944 à Agen (Lot-et-Garonne), est un instituteur libertaire, militant laïque et anarchiste.
Résistant antifasciste dans les Francs-tireurs et partisans, il est cofondateur des Mouvements unis de la Résistance (MUR) du Lot-et-Garonne.
Le 28 janvier 1944, il est arrêté, et meurt le lendemain, après avoir été torturé sans succès par la Gestapo.

## L'instituteur
Fils d’un gendarme et titulaire du brevet élémentaire, il devient instituteur en 1913, en Loire-inférieure.
Mobilisé pendant la Première Guerre mondiale, gazé à l'ypérite, il en revient malade.
Instituteur dans l’Aisne puis dans le Lot-et-Garonne à partir de 1929, d’abord à Bruch puis à Agen à partir de 1935.
Il se spécialise dans l’enseignement pour enfants arriérés et anime des œuvres péri et post-scolaires (amicales laïques, colonies de vacances, camping). Il est élu président de la Fédération des œuvres laïques du Lot-et-Garonne, et est à l’origine de la création, avec sa compagne Henriette, de la section camping de la FOL.

## Le militant
En 1935, il adhère au Groupe d’études sociales Agenais (GESA) de tendance anarchiste.
Sous le pseudonyme de Fred Durtain, il collabore dès les années 1930 à plusieurs titres de la presse libertaire, dont Le Libertaire, L’Espagne antifasciste d’Aristide Lapeyre, La Révolte (Bordeaux) et Terre Libre (Nîmes-Paris), organe de la Fédération anarchiste de langue française (FAF) dont il est membre.
Pendant et après la révolution sociale espagnole de 1936, il est très actif dans le soutien aux antifascistes espagnols, il héberge notamment des républicains en exil.
À la veille de la Deuxième Guerre, sous son impulsion et avec l’appui d’Aristide Lapeyre, devait s’ouvrir à Feugarolles, près d’Agen, L’Envol, une école libertaire du type de La Ruche de Sébastien Faure, dont il devait être le conseiller administratif. Les premiers pensionnaires attendaient la rentrée d’octobre 1939, mais ce fut la guerre, et il est mobilisé en Alsace

## Le résistant
Franc-maçon,, il est révoqué de l’enseignement fin 1940 par le régime de Vichy, mais réintégré dans l’enseignement en 1942.
Il participe à une première tentative de création du Front national puis rejoint la Confédération générale du travail clandestine et le mouvement Libération-Sud en formation.
Vers le mois de juillet 1942, il adhère au Parti communiste français et devient, sous le pseudonyme de Chevalier, responsable départemental de Libération après l’arrestation de Gérard Duprat au début de l’année 1943.
Cofondateur des Mouvements unis de la Résistance (MUR), il est choisi comme chef départemental des maquis, avec en particulier la responsabilité du maquis de la Torgue.
Dénoncé, arrêté par la police allemande le 28 janvier 1944 alors qu’il souffre d’un cancer du poumon, il est torturé. Les Allemands le présentent ensuite à l’hôpital qui refuse de le recevoir. Il meurt dans une cellule de la caserne Lacuée quelques heures plus tard.
Le 1er février, jour de ses obsèques à Feugarolles, la police allemande tire sur les personnes présentes, plusieurs sont blessées, d’autres arrêtées et déportées.

## Décoration
- Médaille de la Résistance française à titre posthume (10 janvier 1947)[8]

## Hommages
- Une rue ainsi qu'un centre aéré portent son nom aujourd'hui à Agen[9]. En 2016, l'Action antifasciste d'Agen anime dans cette rue le bar « L’Embuscade »[10].

- Une plaque à sa mémoire est apposée à l'entrée du collège Jasmin à Agen[4]

## Œuvres
Nombreuses contributions à la presse libertaire.

## Notices
- Dictionnaire des anarchistes, « Le Maitron » : notice biographique.
- Dictionnaire biographique, mouvement ouvrier, mouvement social : notice biographique.
- Dictionnaire international des militants anarchistes : notice biographique.
- L'Éphéméride anarchiste : notice biographique.
- René Bianco, 100 ans de presse anarchiste : Gérard Duvergé.
- (ca) Estel Negre : notice biographique.
- (en) The Daily Bleed : notice biographique.